# Radiometr

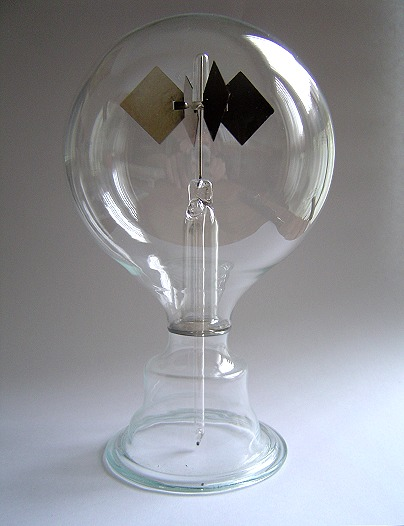
Příklad radiometru (crookův model) - vynálezce William Crooks

Radiometr je název několika druhů přístrojů užívaných v technických vědách k různým typům měření.

## Druhy radiometrů
- přístroj k měření energie elektromagnetického záření, jehož princip je založen na tepelném působení tohoto záření, např. infračervené a sluneční záření.[1]
- přijímací zařízení radioteleskopu, které ve spojení s anténou umožňuje měřit záření astronomických objektů v radiovém pásmu.
- přístroj pro měření radioaktivity. Speciálním typem radiometru, který je cejchován v jednotkách radiační dávky (sievert) nebo dávkového příkonu a používá se především při posuzování účinků na živou tkáň, je dozimetr.[2]
- přístroj k měření akustického tlaku, v současných monografiích o měření hluku, např. [3], již nepopisovaný, vytlačený používáním mikrofonů s elektronickými analyzátory; zmiňován ještě jako přístroj k měření akustického tlaku ultrazvuku [4]
- zařízení k družicovému získávání snímků povrchu Země a atmosféry. Družicové radiometry se dělí dle způsobu měření na pasivní a aktivní, podle využití např. na zobrazovací (imager), sondážní (sounder), nebo skaterometry.[1]